# Ормигерос (Порторико)
Ормигеро (шп. Hormigueros) је општина у америчкој острвској територији Порторико, острвској држави Кариба.

## Демографија
По попису из 2010. године број становника је 17.250, што је 636 (3,8%) становника више него 2000. године.
| Група             | 2000.          | 2010.          |
| Белци             | 140 (0,8%)     | 63 (0,4%)      |
| Афроамериканци    | 811 (4,9%)     | 1.438 (8,3%)   |
| Азијати           | 21 (0,1%)      | 16 (0,1%)      |
| Хиспаноамериканци | 16.444 (99,0%) | 17.158 (99,5%) |
| Укупно            | 16.614         | 17.250         |